# Incacris phaenogaster
Incacris phaenogaster är en insektsart som beskrevs av Rehn, J.A.G. 1942. Incacris phaenogaster ingår i släktet Incacris och familjen Tristiridae. Inga underarter finns listade i Catalogue of Life.